# Kolonisering av Kosovo
Kolonisering av Kosovo, koloniseringsprogram initierad av Kungariket Jugoslavien under mellankrigstiden, med syfte att deportera den albanska befolkningen från Kosovo och ersätta den med huvudsakligen serbiska bosättare. Under denna koloniseringsperiod bosatte sig över 60 000 serbiska kolonister i Kosovo. Den jugoslaviska staten försökte påtvinga en kosovoalbansk massutvandring. På några år lyckades de halvera den  kosovoalbanska befolkningen från mellan 800 000–1 000 000 till 439 500.